# Anabasis haussknechtii
Anabasis haussknechtii är en amarantväxtart som beskrevs av Aleksandr Andrejevitj Bunge och Pierre Edmond Boissier. Anabasis haussknechtii ingår i släktet Anabasis och familjen amarantväxter. Inga underarter finns listade i Catalogue of Life.